# Ариндж
Ариндж — село в Котайкском марзе Армении

## География
Расположено в 41 км к юго-западу от центра марза, справа от трассы Ереван — Севан.
Село Ариндж расположено в 6,5 км к юго-западу от города Абовян, практически прилегая к северо-восточной окраине города Еревана, на пологом южноармянском склоне холма на высоте 1290-1350 м над уровнем моря и на плоской равнине.

## Происхождение имени
Согласно книге Айка Хачатряна «Лес Сосяц» в армянских топонимах ариндж означает дуб. Дуб, ставший объектом поклонения, назывался Ариндж. Поэтому старые армянские поселения, где существовало поклонение дубу, имели в своем названии слово Ариндж. На Армянском нагорье было сорок поселений с таким названием.

## История
Археологические находки раннего бронзового века, найденные в районе села, доказывают, что поселение существовало еще до н.э. в 3-м тысячелетии.
Ариндж также богат памятниками раннего средневековья. Несмотря на все это, одно из самых ранних упоминаний о названии села дошло до нас лишь с 1206 года , однако сохранившиеся в селе и на древних стоянках вблизи села памятники материальной культуры доказывают, что оно было заселено как минимум со времен Ванского царства, причем в виде сохранившейся на северной окраине села крепости, место имело еще и стратегическое значение. Он продолжал быть населен армянами даже после эмиграции, организованной шахом Аббасом в 1605 году, когда почти вся Восточная Армения была оставлена армянским населением. В XV-XVII веках селом управляли влиятельные местные армяне, которым был присвоен титул господина. В начале XVII века об Ариндже вспоминают в связи с турецко-персидскими войнами, ведь одно из сражений произошло возле села.

## Население
Изучение письменных источников и сохранившихся памятников материальной культуры позволяет отметить, что поселение было наиболее процветающим и многолюдным, особенно в XII-XIII, затем XV-XVII веках и, наконец, и в наши дни. Что касается статистических данных, то такие данные о селе появляются после объединения территории с Российской империей и доходят до наших дней. Изменение населения Аринджи.
| Год  | Численность | Численность |
| ---- | ----------- | ----------- |
| 1897 | 538         | [ 4 ]       |
| 1926 | 815         | [ 4 ]       |
| 1939 | 1500        | [ 4 ]       |
| 1959 | 1612        | [ 4 ]       |
| 1970 | 2981        | [ 4 ]       |
| 1979 | 3856        | [ 4 ]       |
| 1989 | 4831        | [ 4 ]       |
| 2001 | 5413        | [ 4 ]       |
| 2004 | 5670        | [ 4 ]       |
| 2011 | 6220        | [ 1 ]       |

## Экономика
Из библиографических и литографических источников известно, что на протяжении веков село Ариндж отличалось множеством заводов по производству оливкового масла, мельниц и особенно фруктовых садов. Население занимается садоводством, овощеводством, птицеводством и пчеловодством.

## Историко-культурные сооружения
Рядом с Аринджtv находятся монастырь Гетаргели, руины монастыря Арнюц, старое кладбище, на котором вырезаны хачкары.
Рядом с селом сохранились остатки старого форта. Нижние камни вала в основном представляют собой необработанные камни, а входная часть – обтесанная. На входной двери (по проекту каменщика Манвела, 1501 г.) вырезаны два обвивающихся друг друга дракона. На одном из камней высечен крылатый орел, рядом память автора: Епископ Ованес-живописец, 1501 год. Внутри форта находятся руины домов и церкви.
К востоку от села Ариндж находится знаменитый Дзагаванк, или, как говорят в народе, монастырь Гетергели, который был одним из важнейших религиозных центров средневековой Армении. Монастырская церковь Сурб Ншан  (VII век) относится к типу трехнефных крестово-купольных памятников. Апсиды снаружи многоугольные. Сохранились нижние ряды стен, построенных из тесаного туфа. По обеим сторонам церкви расположены небольшие часовни. К востоку от Святого Ншана находится вторая двухэтажная церковь монастыря (XIII век). Ежегодно в Ариндже с большой пышностью отмечают день, посвященный монастырю Гетарегель.
В селе действует церковь Святого Ованеса (1880 г.).